# Багдонас, Эдминас
Эдминас Багдонас (лит. Edminas Bagdonas; 23 октября 1963, Каунас — 22 мая 2021, Вильнюс) — литовский политический деятель, дипломат.

## Карьера
1991—1992 — референт бюро по внешним связям Верховного Совета — Восстановительного Сейма Литовской Республики.
1992—1993 годы — директор департамента межпарламентских связей Сейма Литовской Республики.
1994—1997 годы — консул Посольства Литовской Республики на Украине.
1997—1998 годы — заместитель директора департамента государственного и дипломатического протокола МИД Литовской Республики.
1998—2001 годы — директор департамента государственного и дипломатического протокола МИД Литовской Республики.
2001—2004 годы — Чрезвычайный и полномочный посол Литовской Республики в Республике Италия, по совместительству в Сербии и Черногории, Швейцарской Конфедерации, Республике Мальта.
2004—2006 годы — советник Президента Литовской Республики, руководитель группы внешней политики, координатор группы советников Президента Литовской Республики, руководитель консультационного комитета Президентов Литвы — Польши.
2006—2007 — посол по особым поручениям департамента Восточной Европы и Средней Азии МИД Литовской Республики.
12 января 2007 года — декретом президента Литвы Валдаса Адамкуса назначен чрезвычайным и полномочным послом Литовской Республики в Республике Беларусь.
1 февраля 2007 года прибыл в Минск. 13 февраля вручил верительные грамоты президенту Республики Беларусь А. Лукашенко.
24 июля 2012 года оставил пост посла.
Посол Литовской Республики в Израиле (2014—2019) и в Объединённых Арабских Эмиратах (2019—2021).

## Награды
- Командор ордена «За заслуги перед Литвой» (19 февраля 2003 года)[4];
- Медаль Памяти 13 января (8 января 2003 года)[5];
- Памятный знак по случаю приглашения Литвы вступить в НАТО (2003)[6];
- Государственные награды Польши, Латвии, Эстонии, Норвегии, Греции, Бельгии, Украины, Мальтийского ордена, Испании, в том числе:
  - Офицер ордена Трёх звёзд (Латвия, 12 марта 2001 года)[7]
  - Орден Креста земли Марии II степени (Эстония, 30 сентября 2004 года)[8]
  - Командор со звездой ордена Заслуг (Норвегия, 1 июля 1998 года)[9]
  - Кавалер Большого креста ордена Гражданских заслуг (Испания)[10]
  - Офицер ордена Заслуг перед Республикой Польша (Польша, 9 апреля 1999 года)[11]
  - Орден «За заслуги» II степени (Украина, 5 ноября 1998 года)[12]

## Личная жизнь
Женат. Отец двоих детей.
Перед назначением в Белоруссию владел восемью языками: чешским, польским, словацким, сербскохорватским, украинским, русским, английским и итальянским. Однако в скором времени овладел и белорусским языком.